# Zhihu
Zhihu es un sitio web chino de preguntas y respuestas donde la comunidad de usuarios crea, responde, edita y organiza las preguntas. Su sitio web, zhihu.com, se lanzó el 26 de enero de 2011. A finales del 2013 el número de usuarios registrados de Zhihu superaba los 10 millones, y alcanzó los 17 millones en mayo de 2015 con 250 millones visitas mensuales. El número de usuarios registrados de Zhihu superó los 220 millones a finales de 2018 y ha acumulado más de 30 millones de preguntas y 130 millones de respuestas.
En chino clásico, "Zhīhū" (知 乎) significa "¿Sabes?". En la actualidad, los usuarios de Internet en idioma chino utilizan cada vez más Zhihu para obtener conocimientos y perspectivas sobre diversos temas.

## Historia
Zhihu comenzó a desarrollarse a partir de agosto de 2010. Pasó por una prueba beta cerrada a finales de diciembre de 2010. El producto final se puso en línea el 26 de enero de 2011. Según se informa, ha recibido financiación de Innovation Works de Kai-Fu Lee, Qiming Ventures, SAIF Partners, Tencent y Sogou.
El 12 de agosto de 2019, Zhihu completó una financiación de la ronda F de $450 millones liderada por la plataforma china de videos cortos Kuaishou y el gigante de Internet Baidu.

## Operación del producto
Al principio, el registro de usuarios se realizaba principalmente por invitación, y se necesitaba la referencia de un par de cientos de usuarios registrados. De lo contrario, los nuevos usuarios tenían que postularse para unirse, suministrando gran cantidad de información personal y esperando una respuesta. Esta estrategia en la etapa inicial de Zhihu aseguró la alta calidad de las preguntas, además de albergar preguntas y respuestas profesionales, lo que atrajo a más usuarios a la comunidad.
Zhihu inició el registro abierto en marzo de 2013, lo que aumentó el número de usuarios de 400.000 a 4.000.000 en menos de un año. Los usuarios registrados pueden hacer preguntas en la comunidad e invitar a usuarios específicos a responder. Cada usuario puede consultar las actualizaciones de sus seguidores de Zhihu (Me gusta, Respuestas, Preguntas siguientes). En la página de inicio, los usuarios pueden comprobar el estado de sus propias preguntas, así como las actividades en torno a sus respuestas y comentarios.
El sitio genera ingresos a través de anuncios, libros electrónicos y consultas pagas a ciertos expertos.

## Impacto
Zhihu es altamente interactivo con la mejor respuesta elegida a través de un sistema de votos a favor. Presenta a empresarios e intelectuales públicos chinos de alto perfil entre sus usuarios, lo que proporciona cada vez más a los cibernautas chinos un espacio para un debate enriquecedor.